# Tua (Rapper)

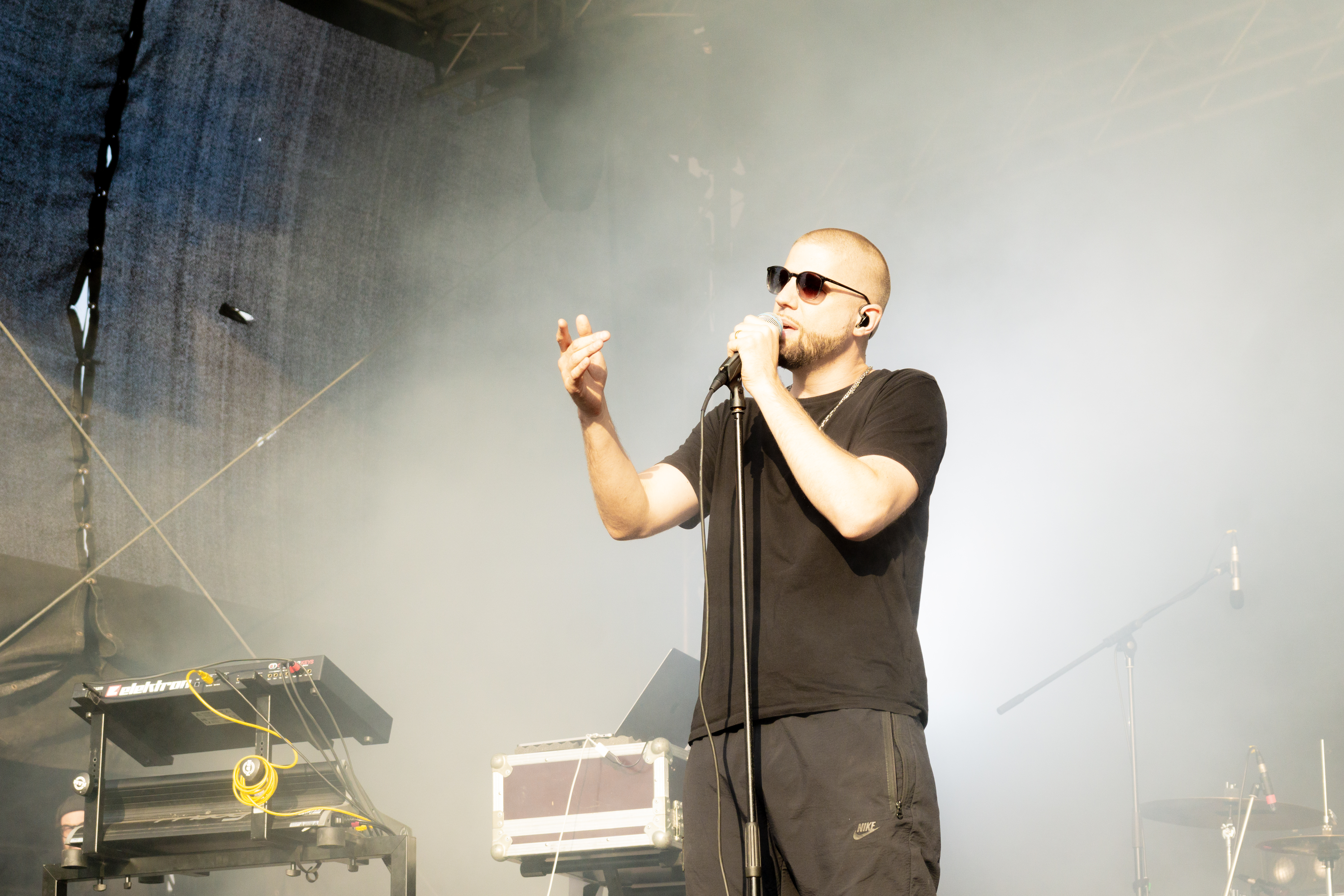
Tua (2019)

Tua (* 2. März 1986 in Reutlingen; bürgerlich Johannes Bruhns) ist ein deutscher Produzent, Rapper und Sänger aus Reutlingen. Er ist bei dem Label Chimperator Productions unter Vertrag. In der Vergangenheit hatte Tua seine Alben zunächst über das Berliner Label Royal Bunker veröffentlicht und wechselte 2007 zu Deluxe Records. Tua ist auch als Mitglied der Hip-Hop-Gruppe Die Orsons bekannt.

## Biografie
Tua wurde als jüngstes von fünf Kindern eines ukrainischen Vaters und einer deutschen Mutter geboren. Er besuchte zunächst verschiedene Gymnasien, brach jedoch seine Schulausbildung in der 12. Klasse ab. Als Kind lernt er Klavier. Im Alter von zwölf Jahren begann Bruhns eigene Lieder zu produzieren. Dabei verwendete er das Pseudonym Tua, eine Kurzform des Begriffs Tuareg. In Reutlingen kam er früh mit Vasee in Kontakt, der damals sehr aktiv in der Reutlinger Hip-Hop-Szene war und einen Treff für junge Künstler mit eigenem Studio organisierte.
Tuas Musik ist nicht richtig einem oder mehreren Genres zuzuordnen, da er sich mit jedem Album neu entwickelt. Typisch sind für ihn melancholische, dunkle Lieder. Viele Elemente in Tuas Musik wiederholen sich und bilden einen düsteren, elektronischen, orientalischen Stil der von Hip-Hop-Medien als experimentell und künstlerisch beschrieben wird.
Anfang 2005 erhielt Tua seinen ersten Künstlervertrag bei dem Independent-Label Royal Bunker. Über dieses veröffentlichte er im Juli 2005 sein Debütalbum Nacht, das Tua fast vollständig selbst produziert hatte. Der Titel So vieles aus dem Album wurde zum kostenlosen Herunterladen zur Verfügung gestellt. 2006 war der Reutlinger unter anderem auf dem Label-Sampler Royal Bunker Nr. 1 Vol. 2 mit mehreren Beiträgen vertreten. Als Teil der Gruppe Bassquiat, zu welcher neben Tua noch die Mitglieder Sucuk Ufuk und Kaas gehören, produzierte er anschließend das Album BQ 4 Life, welches 2007 über Bassquiat als Plattenfirma veröffentlicht wurde. Für das Album entstanden unter anderem Songs mit Kool Savas (Was ist eine Frau?) und Samy Deluxe (Gleich los). Im Anschluss an die Veröffentlichung folgte die „Drrreckig Süden Tour“ mit Bassquiat, Kodimey und Maeckes & Plan B durch Deutschland, Österreich und die Schweiz. Nach der Schließung von Royal Bunker wechselte Tua zu dem Hamburger Label Deluxe Records. Im Mai 2008 absolvierte er eine gemeinsame Konzert-Tournee mit Kaas, Maeckes & Plan B, Pimpulsiv, Casper und Vega unter dem Titel Fast Wie Las Vegas-Tour. Über Deluxe Records folgte im Juni die Veröffentlichung der EP Inzwischen. Außerdem war Tua 2008 an der Veröffentlichung des Debütalbums Das Album der Gruppe Die Orsons, die von Kaas, Tua, Maeckes und Plan B gebildet wird, beteiligt. Das Album wurde über das Stuttgarter Label Chimperator Productions veröffentlicht, mit welchem zur Zeit der Veröffentlichung Maeckes und Plan B einen Künstlervertrag hatten. Als Produzent fertigte Tua 2007 zwei Beats für das Album Dumm aber schlau des Rappers Das Bo an. Am 19. Dezember 2008 erschien zudem der Sampler Liebling, ich habe das Label geschrumpft über Deluxe Records. Für diesen entstanden diverse Stücke mit Samy Deluxe und Ali A$. Zudem steuerte Tua vier Produktionen für den Sampler bei.
Anfang 2009 war Tua auf Im Alleingang, dem zweiten Album des Bremers Shiml, vertreten. Zudem produzierte er einen Remix des Titels Fick nicht mit uns von Kool Savas für dessen Album Die John Bello Story 2 – Brainwash Edition. Am 13. Februar erschien mit Grau Tuas zweites Soloalbum. Zuvor war bereits ein Video zu dem Lied Dein Lächeln entstanden. Grau wurde komplett von Tua selbst produziert und enthält Gastbeiträge von dem Sänger Vasee sowie dem Rapper Kool Savas. Als Produzent trat er 2009 darüber hinaus auf dem Album T.A.F.K.A.A.Z. :D von Kaas in Erscheinung. Gemeinsam mit Kaas und Kodimey folgte die :D-Tour. Im Anschluss an diese Tournee unterstützte Tua die Hip-Hop Gruppe K.I.Z und Imbiss Bronko auf der Operation Desert-Tour, die bis Anfang Juni 2009 lief. Im Rahmen einer dritten Tournee spielte Tua mit Samy Deluxe auf dessen Dis wo ich herkomm-Tour. Im September 2009 verkündete Samy Deluxe die Schließung seines Labels Deluxe Records, welches sich zwei Jahre zuvor von der EMI Group vertraglich gelöst und seitdem den Status eines Independent-Labels innehatte. Durch die Auflösung der Plattenfirma verlor Tua seinen Künstlervertrag.
Als Teil von Die Orsons arbeitete Tua im Folgenden an dem zweiten Album der Gruppe Denn dein ist das Reich und die Kraft und die Herrlichkeit, in Ewigkeit, Orsons, das im Oktober 2009 erschien und auf Platz 79 der deutschen Album-Charts einstieg. Dieses wurde wie bereits das erste Album über Chimperator Productions veröffentlicht. Begleitend zur Veröffentlichung ging Tua mit Die Orsons im Oktober auf Aqua Robot Tour 2009. Am 12. Februar 2010 veröffentlichte Tua über Chimperator Productions das Album Stille, eine Neuauflage und Neubearbeitung verschiedener bereits erschienener und neuer Stücke, darunter Titel der EPs Fast und Inzwischen. Seit Juli 2010 hat er auch einen Künstlervertrag bei dem Stuttgarter Label.
Am 3. Dezember 2010 erschien mit dem Album Evigila die erste kommerzielle Veröffentlichung Tuas nach der Vertragsunterzeichnung bei Chimperator Productions. Das Album ist ein Kollaborationsprojekt mit dem Sänger Vasee. Zu Heiligabend 2011 stellte das Label eine EP unter dem Titel (R)evigila zum kostenlosen Herunterladen zur Verfügung. Auf dieser sind Remixe zu acht Stücken aus Evigila zu hören.
Sein im März 2019 erschienenes Album Tua enthält zwölf Lieder. Das Lied FFWD ist ein Feature mit RAF Camora, der Track Vater eine Auseinandersetzung mit dem Tod seines Vaters. Das Album erreichte Platz 6 der deutschen Albumcharts.
Zehn Jahre nach dem Erscheinen des Albums Grau, wurde dieses in einer Neuauflage als Vinyl veröffentlicht. Es erreichte Platz 64 der deutschen Charts.
Im Oktober 2019 erschien die EP System. Sie beinhaltet sechs Songs und ist auch in Zusammenarbeit mit Klaus Sahm und Audhentik entstanden.
Im März 2024 erschien bei der Tuas Album „Eden“, das Platz 8 der deutschen Charts erreichte. Kurz darauf erschien die EP „Vorstadt“. Es folgte ein ausverkaufte Tour.
Im Februar 2025 erschien, an den zweiten Abschnitt der „Eden Tour“ gekoppelt, das Mixtape „F60.8“. 

## Diskografie

### Studioalben
| Jahr | Titel Musiklabel            | Höchstplatzierung, Gesamtwochen, AuszeichnungChartplatzierungen (Jahr, Titel, Musiklabel, Platzierungen, Wochen, Auszeichnungen, Anmerkungen) | Höchstplatzierung, Gesamtwochen, AuszeichnungChartplatzierungen (Jahr, Titel, Musiklabel, Platzierungen, Wochen, Auszeichnungen, Anmerkungen) | Höchstplatzierung, Gesamtwochen, AuszeichnungChartplatzierungen (Jahr, Titel, Musiklabel, Platzierungen, Wochen, Auszeichnungen, Anmerkungen) | Anmerkungen                            |
| Jahr | Titel Musiklabel            | DE | AT | CH | Anmerkungen                            |
| ---- | --------------------------- | --- | --- | --- | -------------------------------------- |
| 2005 | Nacht Royal Bunker          | — | — | — | Erstveröffentlichung: 25. Juli 2005    |
| 2009 | Grau Deluxe Records         | DE64 (1 Wo.)DE | — | — | Erstveröffentlichung: 13. Februar 2009 |
| 2019 | TUA Chimperator Productions | DE6 (2 Wo.)DE | AT37 (1 Wo.)AT | CH59 (1 Wo.)CH | Erstveröffentlichung: 22. März 2019    |
| 2024 | Eden Eklat/Warner           | DE8 (1 Wo.)DE | — | — | Erstveröffentlichung: 15. März 2024    |
| 2025 | F60.8 Eklat/Warner          | DE35 (1 Wo.)DE | — | — | Erstveröffentlichung: 14. Februar 2025 |

### Kollaboalben
| Jahr | Titel Musiklabel                | Anmerkungen                                                      |
| ---- | ------------------------------- | ---------------------------------------------------------------- |
| 2007 | BQ 4 Life Bass Quiat            | Erstveröffentlichung: 2007 mit Sucuk Ufuk und Kaas als Bassquiat |
| 2010 | Evigila Chimperator Productions | Erstveröffentlichung: 3. Dezember 2010 mit Vasee                 |

### Mixtapes
| Jahr | Titel Musiklabel               | Anmerkungen                            |
| ---- | ------------------------------ | -------------------------------------- |
| 2010 | Stille Chimperator Productions | Erstveröffentlichung: 11. Februar 2010 |

### EPs
| Jahr | Titel      | Anmerkungen                                                   |
| ---- | ---------- | ------------------------------------------------------------- |
| 2004 | EP 4 Free  | Erstveröffentlichung: 2004 mit Sucuk Ufuk                     |
| 2008 | Inzwischen | Erstveröffentlichung: 26. Juni 2008                           |
| 2008 | Fast       | Erstveröffentlichung: 2008                                    |
| 2011 | (R)evigila | Erstveröffentlichung: 24. Dezember 2011 Remix von Evigila     |
| 2012 | Raus       | Erstveröffentlichung: 13. Januar 2012                         |
| 2014 | Stevia     | Erstveröffentlichung: 28. März 2014                           |
| 2014 | (R)evia    | Erstveröffentlichung: 15. Mai 2014 Remix von Stevia           |
| 2016 | Narziss    | Erstveröffentlichung: 10. Juni 2016 als Teil der "Kosmos Box" |

### Singles
| Jahr | Titel Album                            | Höchstplatzierung, Gesamtwochen, AuszeichnungChartsChartplatzierungen (Jahr, Titel, Album, Platzierungen, Wochen, Auszeichnungen, Anmerkungen) | Anmerkungen                                             |
| Jahr | Titel Album                            | DE | Anmerkungen                                             |
| ---- | -------------------------------------- | --- | ------------------------------------------------------- |
| 2009 | Dein Lächeln Grau                      | — | Erstveröffentlichung: 2009                              |
| 2010 | Die Stadt Evigila                      | — | Erstveröffentlichung: 2010 mit Vasee                    |
| 2019 | Vorstadt TUA                           | — | Erstveröffentlichung: 2019                              |
| 2021 | TNT Alles war schön und nichts tat weh | DE62 (2 Wo.)DE | Erstveröffentlichung: 29. Oktober 2021 Casper feat. Tua |
| 2023 | Weit und blau Eden                     | — | Erstveröffentlichung: 20. Oktober 2023                  |
| 2023 | Südvorstadt Eden                       | — | Erstveröffentlichung: 8. Dezember 2023                  |
| 2024 | Herr Aber Aber Eden                    | — | Erstveröffentlichung: 12. Januar 2024                   |
| 2024 | 14.000 Tage Eden                       | — | Erstveröffentlichung: 9. Februar 2024                   |
| 2024 | Niederlande Eden                       | — | Erstveröffentlichung: 1. März 2024 feat. Tarek K.I.Z    |
| 2024 | Geld Eden                              | DE— aDE | Erstveröffentlichung: 13. März 2024 feat. RIN           |
| 2025 | Rette mich nicht F60.8                 | — | Erstveröffentlichung: 23. Januar 2025                   |

### Weitere Veröffentlichungen
- 2005: Habibi RMX (Freetrack)
- 2005: Wegtreten (mit $hindy) (Freetrack)
- 2005: Bitch (Freetrack)
- 2005: Danke Gott (mit Mago und Lil’ Alex) (Freetrack)
- 2005: Pass auf (mit Vasee und ND) (Juice Exclusive! auf Juice-CD #59)
- 2005: Wo sind die Anderen (Freetrack)
- 2006: Asi (mit Baby Chill) (Freetrack)
- 2006: Zazhgi So Mnoy (Feuer) (mit Drago) (Juice Exclusive! auf Juice-CD #69)
- 2007: Wir rollen (mit Bassquiat) (Juice Exclusive! auf Juice-CD #77)
- 2007: 80 Euro die Karte (mit Maeckes, Plan B, Kodimey, Kaas, und Sucuk Ufuk) (Juice Exclusive! auf Juice-CD #81)
- 2008: Wieso?!? (Juice Exclusive! auf Juice-CD #82)
- 2008: Dieser Junge (Juice Exclusive! auf Juice-CD #89)
- 2008: Weil es Zeit ist jetzt (Sorry Remix) (feat. Samy Deluxe und Ali A$) (Juice Exclusive! auf Juice-CD #93)
- 2008: Lerne Laufen (feat. Casper und Vega) (auf Hin zur Sonne von Casper)
- 2009: Totentanz als „Ska-Remix“ (Exclusive für rap.de) und als "Elektro-Version" (Freetrack)
- 2010: Copy and Paste Love (Remix) (Freetrack)
- 2010: Alors on danse (Remix) (Freetrack)
- 2010: Unkraut (Freetrack)
- 2010: Schnee im August feat. Vasee (Freetrack)[34]
- 2010: Schlaflos (Juice Exclusive! auf Juice-CD #108)
- 2010: Für immer (Evigila-Rmx) feat. Vasee (Freetrack)
- 2010: Remixe der auf "Evigila" enthaltenen Songs Die Stadt, Roter Luftballon und Wer ich sein will als Freetracks
- 2010: Yo (Remix) (auf Therapie nach dem Album von RAF Camora)
- 2011: Late Night Mix
- 2011: Tust du noch so feat. Chefket (Freetrack)
- 2012: Moment (Prollstep Remix)
- 2013: Fort (auf Hoch 2 (Deluxe-Edition) von RAF 3.0)
- 2014: November (auf Uns von Curse)